# Rhacochelifer disjunctus
Rhacochelifer disjunctus är en spindeldjursart som först beskrevs av Ludwig Carl Christian Koch 1873.  Rhacochelifer disjunctus ingår i släktet Rhacochelifer och familjen tvåögonklokrypare. Inga underarter finns listade i Catalogue of Life.